# Hans Clevers

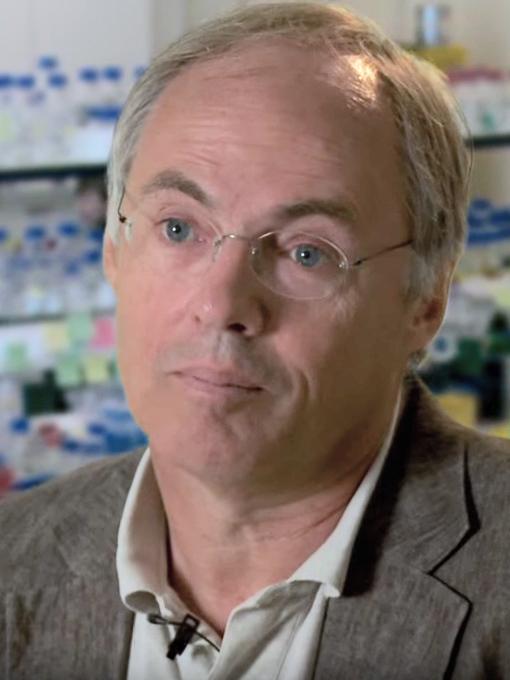
Clevers (2012)

Johannes Carolus Clevers (* 27. März 1957 in Eindhoven) ist ein niederländischer Immunologe, Molekulargenetiker und Professor an der Universität Utrecht. Von 2012 bis 2015 war er Präsident der Königlich Niederländischen Akademie der Wissenschaften (KNAW).

## Leben und Wirken
Clevers erwarb 1984 an der Universität Utrecht einen Doktor der Medizin (M.D.) und 1985 bei Rudy E. Ballieux einen Ph.D., bevor er als Postdoktorand bei Cox Terhorst am Dana-Farber Cancer Institute (Harvard University) in Boston, Massachusetts, arbeitete. Zwischen 1991 und 2002 war Clevers Professor für Immunologie an der Universität Utrecht. Seit 2002 ist er Professor für Molekulargenetik und Leiter des dortigen Hubrecht Institute.
Clevers konnte wichtige Beiträge zur Aufklärung der Bedeutung des Wnt-Signalwegs für Entwicklungsbiologie und Onkogenese leisten. Insbesondere beschäftigte sich Clevers mit der Bedeutung des Adenomatous-polyposis-coli-Protein (APC-Protein) bei der Entstehung von Darmkrebs. Er konnte zeigen, dass sich Stammzellen und Krebszellen gleicher Mechanismen bedienen. Er gilt als einer der Pioniere bei Organoiden mit einer Arbeit, die er 2009 in Nature mit Toshiro Sato veröffentlichte. Sie betrafen Epithelzellen der Darmwand von Mäusen.
Seit 2019 zählt ihn der Medienkonzern Clarivate zu den Favoriten auf einen Nobelpreis (Clarivate Citation Laureates).

## Auszeichnungen (Auswahl)
- 2000 Mitgliedschaft in der Königlich-Niederländischen Akademie der Wissenschaften (KNAW)[4]
- 2001 Spinoza-Preis[5]
- 2004 Louis-Jeantet-Preis[6]
- 2005 Chevalier der Légion d’honneur
- 2008 Meyenburg-Preis[7][8]
- 2009 Mitglied der Academia Europaea
- 2011 Ernst-Jung-Preis[9]
- 2011 Léopold Griffuel-Preis[10]
- 2012 A.H.-Heineken-Preis für Medizin[11]
- 2012 Ritter des Orden vom Niederländischen Löwen[12]
- 2012 Mitglied der American Academy of Arts and Sciences[13]
- 2013 gehörte er zu den ersten Gewinnern des Breakthrough Prize in Life Sciences.
- 2014 Ausländisches Mitglied der National Academy of Sciences[14]
- 2015 Mitglied der Académie des sciences[15]
- 2016 Körber-Preis für die Europäische Wissenschaft[16][17]
- 2016 Ilse-und-Helmut-Wachter-Preis
- 2016 Pour le Mérite für Wissenschaften und Künste
- 2018 Erasmus Medal
- 2019 Auswärtiges Mitglied der Royal Society
- 2019 Keio Medical Science Prize
- 2025 Tierschutzforschungspreis des deutschen Bundesministeriums für Ernährung und Landwirtschaft.[18]